# Thomas Cocquerel

## Biografía
Thomas se graduó del National Institute of Dramatic Art "NIDA".
En el 2014 comenzó a salir con la actriz británica-estadounidense Lily Collins, pero la relación terminó ese mismo año.
En marzo del 2014 comenzó a salir con la actriz estadounidense Dianna Agron, sin embargo la relación terminó a finales de diciembre del mismo año.

## Carrera
En el 2014 aparecerá en la miniserie ANZAC Girls donde dará vida a Frank Smith.

## Filmografía

### Series de Televisión
| Año  | Serie          | Personaje      | Nota                             |
| ---- | -------------- | -------------- | -------------------------------- |
| 2014 | ANZAC Girls    | Frank Smith    | episodio "Adventure" - miniserie |
| 2014 | Love Child     | Bernie Maguire | episodio # 1.4                   |
| 2019 | The 100        | Ryker Desai IX |                                  |
| 2022 | The Gilded Age | Tom Raikes     |                                  |

### Películas
| Año  | Película                   | Personaje               | Nota                                                                                                |
| ---- | -------------------------- | ----------------------- | --------------------------------------------------------------------------------------------------- |
| 2017 | OtherLife                  | Danny Lowe              | Junto a Jessica De Gouw. Filmada en Perth Oeste Australia. Drama Surrealista. Exhibida Netflix.     |
| 2015 | Life at These Speeds       | Rye                     | junto a Liana Liberato, Stefanie Scott, Melanie Lynskey, Billy Crudup, Graham Rogers & Peter Coyote |
| 2015 | Kidnapping Freddy Heineken | Martin "Brakes" Erkamps | junto a Sam Worthington, Jim Sturgess, Anthony Hopkins, Ryan Kwanten Yolanthe Cabau & Jemima West   |
| 2013 | Walk Right In              | Barlow Blair            | corto - junto a Jake Speer & Brandon McClelland                                                     |